# Peter Vanvelthoven
Peter Karel Alexander Vanvelthoven (Lommel, 22 oktober 1962) is een voormalig Belgisch politicus voor sp.a.

## Levensloop

### Jeugd
Vanvelthoven is geboren in het Limburgse Lommel, als zoon van de politicus Louis Vanvelthoven en Godelieve Poets. In 1985 werd hij licentiaat in de Rechtsgeleerdheid aan de Vrije Universiteit Brussel (VUB) en een jaar later haalde hij een Speciaal Licentiaat in de Fiscaliteit en het Boekhoudkundig Onderzoek aan de Rijksuniversiteit Gent.

### Professionele loopbaan
Eerst werkte Vanvelthoven in een advocatenpraktijk. In 1985 legde hij de eed af als advocaat voor het hof van beroep in Gent en schreef hij zich in als stagiair bij de balie in Gent. In 1991 werd hij opgenomen in het tableau van advocaten aan de balie te Hasselt. Hij oefende het beroep uit tot in 2007, om zich nadien voltijds toe te leggen op de politiek.
In 1987 werd hij tevens voltijds assistent in de sector Fiscaal Recht aan de Rechtsfaculteit van de Vrije Universiteit Brussel, wat hij bleef tot in 1989. Van 1989 tot 1995 was Vanvelthoven vervolgens gastlector aan de Faculteit Rechtsgeleerdheid en de Faculteit Economische, Sociale en Politieke Wetenschappen van de Vrije Universiteit Brussel. 

### Politiek
Vanvelthoven begon zijn politieke loopbaan toen hij in oktober 1994 verkozen werd als provincieraadslid van Limburg. In januari 1995 werd hij gedeputeerde van de provincie. Na de eerste rechtstreekse verkiezingen voor het Vlaams Parlement van 21 mei 1995 volgde hij begin juli 1995 Vlaams minister Eddy Baldewijns op als Vlaams volksvertegenwoordiger voor de kieskring Hasselt-Tongeren-Maaseik. Na de verkiezingen van 1999 verhuisde hij naar de Kamer van volksvertegenwoordigers, waarvan hij lid bleef tot hij in juli 2003 de eed aflegde als staatssecretaris voor Informatisering van de Staat in de regering-Verhofstadt II. Na een herschikking in deze regering werd hij op 17 oktober 2005 federaal minister van Werk en Informatisering, tot aan de installatie van de regering-Verhofstadt III op 21 december 2007.
Bij de verkiezingen van juni 2007 werd Vanvelthoven opnieuw verkozen in de Kamer van volksvertegenwoordigers. Van december 2007 tot juli 2009 was hij er voorzitter van de sp.a-fractie. Na de rechtstreekse verkiezingen voor het Vlaams Parlement van 7 juni 2009 werd hij opnieuw Vlaams volksvertegenwoordiger voor de kieskring Limburg. Hij bleef lid van het Vlaams Parlement tot begin juli 2010 en zat er van juli 2009 tot juli 2010 de sp.a-fractie voor. Vervolgens keerde hij terug naar de Kamer. Tevens werd hij lid van het sp.a-partijbureau en was hij van 2014 tot 2018 provinciaal voorzitter van sp.a Limburg, alsook voorzitter van de sp.a-afdeling van het district Neerpelt.
Na het politieke afscheid van zijn vader Louis Vanvelthoven was hij bij de gemeenteraadsverkiezingen van oktober 2006 kandidaat voor het burgemeesterschap in Lommel. Hij slaagde erin deze functie te bemachtigen en was van januari 2007 tot december 2018 gemeenteraadslid en burgemeester van Lommel. In 2018 verloor zijn partij de gemeenteraadsverkiezingen, waardoor hij zijn sjerp kwijtspeelde aan Bob Nijs (CD&V).
Na de verkiezingen van 2018, waarbij zijn partij zowel de Lommelse sjerp als een plaats in het provinciebestuur misliep, stapte hij op als provinciaal voorzitter. Hij besloot ook om niet langer te zetelen als gemeenteraadslid en even later om niet meer op te komen bij de verkiezingen van mei 2019. De tweede plaats op de Limburgse Kamerlijst sloeg hij af. Hierdoor kwam er een eind aan zijn carrière als actief politicus.
Sinds oktober 2019 is Vanvelthoven doctoraal onderzoeker aan de Vrije Universiteit Brussel.
Van 2012 tot 2013 was hij eveneens voorzitter van intercommunale Infrax, waar hij partijgenoot Steve Stevaert opvolgde.
Vanvelthoven is getrouwd en heeft twee kinderen.

## Eretekens
- België: Grootofficier in de Leopoldsorde, KB 21 mei 2014
- Nederland: Ridder in de Orde van Oranje-Nassau voor zijn inzet na de busramp in Sierre.[7]